# Utopia (historieta)
Utopia es un crossover ficcional en formato comic book de seis capítulos, tres interludios y un epílogo. Fue publicado por Marvel Comics en los Estados Unidos durante junio a noviembre de 2009 y en México de julio a octubre de 2010 por la editorial Televisa.

## Trama
La historia comienza con un motín y una revuelta antimutante bajo las órdenes de Simon Trask y su coalición ¡Humanidad Ahora! que consiste en legislar la propuesta X, —una iniciativa que exige control de nacimiento químico a todos los mutantes— Todos los humanos con gen X positivo se someterán a procedimientos químicos obligatorios de control de natalidad.
Brota la violencia y el caos a lo largo de la ciudad de San Francisco durante la marcha ¡Humanidad Ahora!; Cíclope envía a sus Vengadores para restablecer el orden. Pero Norman Osborn director de la Organización Pacificadora Nacional H.A.M.M.E.R., llama públicamente a Cíclope un instigador, y lo considera incapaz de mantener el control de su raza, Osborn declara ley marcial e inmediatamente despliega a sus Vengadores oscuros para mitigar el conflicto, ahora los agentes de H.A.M.M.E.R. y los Vengadores oscuros patrullan las calles de San Francisco.

No nos intimidarán. No podrán detenernos. Tenemos derecho a reunirnos pacíficamente. Tenemos derecho hacer que nuestras voces se escuchen; que nos hayan atacado es el precio que a veces debemos pagar... Todo mutante viviente con poderes es como tener un arma cargada apuntando a nuestras cabezas, pero no tenemos miedo.
Simon Trask (centinela humano cero).

No soy un hombre que guste repetir las cosas, así que presten atención. Hay una línea ante mi que demarca en donde dejan de ser tratados como ciudadanos y comienzan a ser tratados como soldados; es una línea que solo yo puedo ver… y juro por todos ustedes... que una vez que la crucen habrán declarado la guerra contra su ciudad, contra su gobierno... y contra mi, y no olviden: amo pelear guerras.
Ares, dios de la guerra.

## Miembros
| Dark Avenger - Norman Osborn (como Iron Patriot) - Moonstone (como Ms. Marvel) - Bullseye (como Ojo de Halcón) - Daken (como Wolverine) - Venom - Mac Gargan (como Spider-Man) - Sentry (Vacío) - Ares | Uncanny X-Men - Cíclope - Profesor X (capturado) - Bestia (capturado) - Coloso - Hombre de Hielo - Nightcrawler - Ángel - Dani Moonstar - X-23 - Wolverine - Emma Frost - Namor | Dark X-Men - Emma Frost (desertor) - Namor (desertor) - Mimic - Dark Beast - Capa y Daga - Arma Omega - Daken - Mystique (como el Profesor X) - Jeanne-Marie Beaubier (desertor) |

## Publicación
- Capítulo uno: Dark Avengers/Uncanny X-Men: Utopia   #1 (one-shot)
- Capítulo dos: Uncanny X-Men  #513,  #17
- Capítulo tres: Dark Avengers ,  #7
- Capítulo cuatro: Uncanny X-Men  #514,  #18
- Interludio: Dark X-Men  #1
- Capítulo cinco: Dark Avengers ,  #8
- Interludio: Dark X-Men  #2
- Interludio: Dark X-Men  #3
- Capítulo seis: Dark Avengers/Uncanny X-Men: Exodus ,  #1 (one-shot)
- Epílogo: Dark X-Men: La Confesión ,  #1 (one-shot)